# みなとみらい21中央地区52街区
みなとみらい21中央地区52街区（みなとみらい21ちゅうおうちく52がいく）は、神奈川県横浜市西区にある再開発計画街区の名称。開発事業者はDKみなとみらい52街区特定目的会社（大和ハウス工業と光優が出資する特定目的会社）、設計は久米設計、施工はフジタ・大和ハウス工業共同企業体。2024年2月に着工し、2027年5月に竣工する予定。
本項では主に当街区における再開発計画について記す。

## 概要
みなとみらい地区の52街区（敷地面積は約11,820 m2）において地上29階・地下2階、最高部高さ約179.8 mの超高層ビルとなるオフィスビルやゲームアートミュージアム、地域熱供給プラントなどからなる複合施設を建設する計画である。
当街区は北側の市有地（約5,618 m2）と南側の国有地（約6,200 m2）にもともと分かれており、国有地も含まれるため二段階一般競争入札が実施された。同入札が2010年代はじめ頃に全国初の試みとして二度実施された際にはいずれも開発事業予定者の決定に至らなかったが、2020年11月から翌2021年にかけて約10年ぶりに実施された三度目の入札では、審査を通過した2者で行われた同年6月の競争入札により、開発事業予定者が大和ハウス工業と光優のグループに決定した。
2022年6月には国土交通大臣の民間都市再生事業計画に認定。当初は2023年1月の着工および2026年6月の竣工を予定していたが着工に至らず、2023年3月になって当街区開発に関する都市計画の変更提案（容積率の最高限度を800%から880％に緩和など）が開発事業者から出され、手続きや審議を経て同年8月末には変更が告示、都市再生特別地区の「みなとみらい21中央地区52街区地区」となった。その後、同年11月頃より準備工事（先行工事）に着手し、翌2024年2月に本着工を迎えた。当初の予定より工期はちょうど1年程後ろ倒しとなり、2027年5月末の竣工を予定している。

## 導入する施設計画

### オフィスビル
街区の北側にはみなとみらい地区で横浜ランドマークタワーに次ぐ高さを誇る最高部約179.8 m（塔屋含む）、地上29階建ての超高層オフィスビルを建設。
4 - 29階のオフィスフロアには、研究開発 (R&D) 部門や横浜国立大学のサテライトスタジオを誘致予定。屋上には当ビルに入居するオフィスワーカー向けのラウンジ（休憩スペース）を設置し、2・3階のイノベーションプラットフォーム等のフロア（オープンイノベーションスペース）には会議室、シェアオフィス、コワーキングスペース、インキュベーションラボのほか、イベントスペースのイノベーションスタジオ、オフィスワーカー向けのワーキングラウンジ、地域交流を促進するコミュニケーションカフェなどの設置も計画されている。また、1階は店舗（5店舗）や駐車場などとなる。
当ビルは免震システムを導入しているほか、非常用発電機や貯水タンクを設置することで電力や水など連続72時間使用可能とする事業継続計画 (BCP) としており、水や食料などを備蓄する防災倉庫の設置も予定されている。また、屋上に太陽光発電の設備も設置する計画で、建物環境性能の評価で高水準となる「ZEB Oriented」などの取得を目指している。
後述の地域熱供給プラントに関連して、建物の頭頂部に塔屋6階分にもなるクーリングタワー（冷却塔）が設置されているのも外観的に大きな特徴である。

### ゲームアートミュージアム
街区の南側には世界初のゲームアートミュージアムと緑豊かなアートガーデンを設け、2027年7月の開業を予定している。事業主体はコーエーテクモホールディングスの関連会社である光優。
ゲームアートミュージアムはらせん状円形の3階建て建築が特徴的である。らせん状の建物は渦巻や巻貝、DNAをモチーフとしており、生命の源「LIFE」を表現。この外観デザインはグラフィックデザイナーの永井一正が担当した。
展示コンテンツは『信長の野望シリーズ』や『三國志シリーズ』などコーエーテクモゲームスのゲームのほか、他社とも連携して世界中のゲームファンに向けた施設とする方針。総合ディレクターは演出家の吉谷晃太朗、統括プロデューサー・アドバイザーはチームラボボーダレスの企画運営を手がけた杉山央が担当している。
ミュージアムの周辺には日本庭園をコンセプトに池や水路などの水辺を設け、木々などの植栽を施したアートガーデン（約3,000 m2）を整備。『信長の野望シリーズ』に登場した庭園のモチーフも一部に取り入れ、永井一正の立体作品展示も計画。また、夜はゲームの世界観を演出するプロジェクションマッピングも実施予定。外周路やポケットパークはオープンスペースで誰でも入ることが可能であるが、その内側の大部分にあたるアートガーデンに入る際はミュージアムの入場券が通常時必要となる見込みである。

### 地域熱供給プラント
オフィス棟からミュージアム棟の地下にはみなとみらい21熱供給の地域熱供給システム第3プラント（光優が区分所有）が整備される。このプラントは地区全体におけるピーク負荷（地区内でのエリア拡大を想定した最終熱需要）の約20%を賄うことができる冷凍能力20,000 RTに対応し、地区内のエネルギー安定供給と環境性向上に貢献する。

## 歩行者動線の整備計画
みなとみらい地区の重要なペデストリアン軸（歩行者動線）の一つであるキング軸が当街区の北側と南側を隔てるように貫いており、本開発に伴う歩行者動線の整備により同軸も完成を迎える。
当街区内に整備される歩行者デッキ「キングデッキ」は、高島中央公園との間に設置される高島中央歩道橋（本開発に伴い公園側の階段部分を除き撤去され今後再整備予定、いずれもキング軸の一部）と接続する計画で、さらに53街区「横浜シンフォステージ」や54街区「横浜グランゲート」方面のデッキ（横浜駅東口までデッキレベルでアクセス可能）、60・61街区方面のとちのき通り上に今後設置されるデッキ（とちのき通り歩道橋〈歩行者デッキ〉）とも接続する計画となっている。